# Bartering
Barter, ou bartering, est un mot anglais, désignant l'échange de marchandises entre entreprises. 
Le concept est apparu aux États-Unis dans les années 1930 et ne concernait que le financement d'émissions radio ou télé, dites soap opera, contre de l'espace publicitaire.
Au fil des années, le barter a évolué et reprend à présent l'idée du troc entre les entreprises.

## Principe du barter
Le barter permet aux entreprises de vendre services, produits, stocks en échange d'espace média, de dépenses de communication, de voyages ou autres produits ou services.

## Rôle des agences de barter
Les agences de barter jouent un rôle d’intermédiaire entre les entreprises, elles fluidifient les transactions et elles aident les entreprises à vendre leurs services, produits ou stocks  afin de financer des investissements ou des dépenses courantes.
Les approches sont toutefois bien différentes soit en termes d'offres d'échanges, d'expertise sectorielle, de présence géographique et bien entendu de modèle économique. 
D'un côté on peut parler de Retail Barter et de l'autre de Corporate Barter. Le Retail Barter est une plate-forme d'échanges interentreprises, généralement destinée à la TPE ou à la PME : la société A est intéressée par les produits de la société B et réciproquement ; l'agence de Barter met en relation et perçoit des honoraires. 
Dans le cas du Corporate Barter, l'agence de barter achète directement en barter les marchandises à la société A, lui fournit en compensation d'autres services ou produits auprès souvent de plusieurs fournisseurs à la fois et revend les marchandises acquises en barter auprès d'acteurs qui ne sont pas les acheteurs habituels de la société A.  
Les réseaux modernes d'échanges, sous forme startups et marketplaces online sont désormais basés sur des unités d'échange quasi-monétaires, démocratisés en France par le rapport ministériel Guide des plateformes d'échanges de biens et de services entre entreprises publié en 2013 par le ministère de l'Économie et des Finances.
A l'international un organisme appelé l'IRTA International Reciprocal Trade Association référence toutes les sociétés de Bartering dans le monde et propose une unité de compte  international appelé l'UC (universal curency) dont la valeur est basée sur le dollar américain (USD).  